# Kristina Pravdina
Kristina Pravdina, em russo: Кристина Правдина (Voronezh, 28 de dezembro de 1990) é uma ginasta russa que compete em provas de ginástica artística.
Filha de Aleksandr e Nina, Kristina iniciou no desporto aos cinco anos de idade, quando sua mãe a levou em um clube local. Em 2004, aos quatorze anos, entrou para equipe principal do país, ao disputar o Jr. Stella Zakharova Cup, no qual saiu campeã por equipes e no individual geral. Dois anos depois, disputou a etapa de Shanghai da Copa do Mundo. Nela, conquistou a medalha de bronze nas barras assimétricas e com a quinta colocação no solo. Ainda em 2006, competiu no Mundial de Aarhus, no qual conquistou a medalha de bronze na prova coletiva, superada pela equipe norte-americana e chinesa, prata e ouro, respectivamente. Individualmente, fora 24ª colocada na prova individual.
Em 2007, competiu no Europeu de Amsterdã, que não contou com a prova por equipes. Classificada para duas finais: geral e trave, não subiu ao pódio em nenhuma. No geral, fora sétima e na trave encerrou na sexta. Em outubro, participou do Campeonato Mundial de Stuttgart, no qual saiu na oitava colocação por equipes e na décima sexta no individual geral. Dois anos depois, competiu no Nacional Russo. Na prova individual, fora oitava colocada, ao somar 51,300 pontos. Por aparatos, terminou na sexta, em prova vencida pela companheira de seleção Ksenia Afanasyeva. Atualmente, cursa o segundo ano da faculdade de educação física, na Universidade de Voronezh, sua cidade natal.